# Gustave Cariot
Gustave Camille Gaston Cariot (* 28. Juni 1872 in Périgny-sur-Yerres; † 1950) war ein französischer Landschaftsmaler des Post-Impressionismus.

## Leben

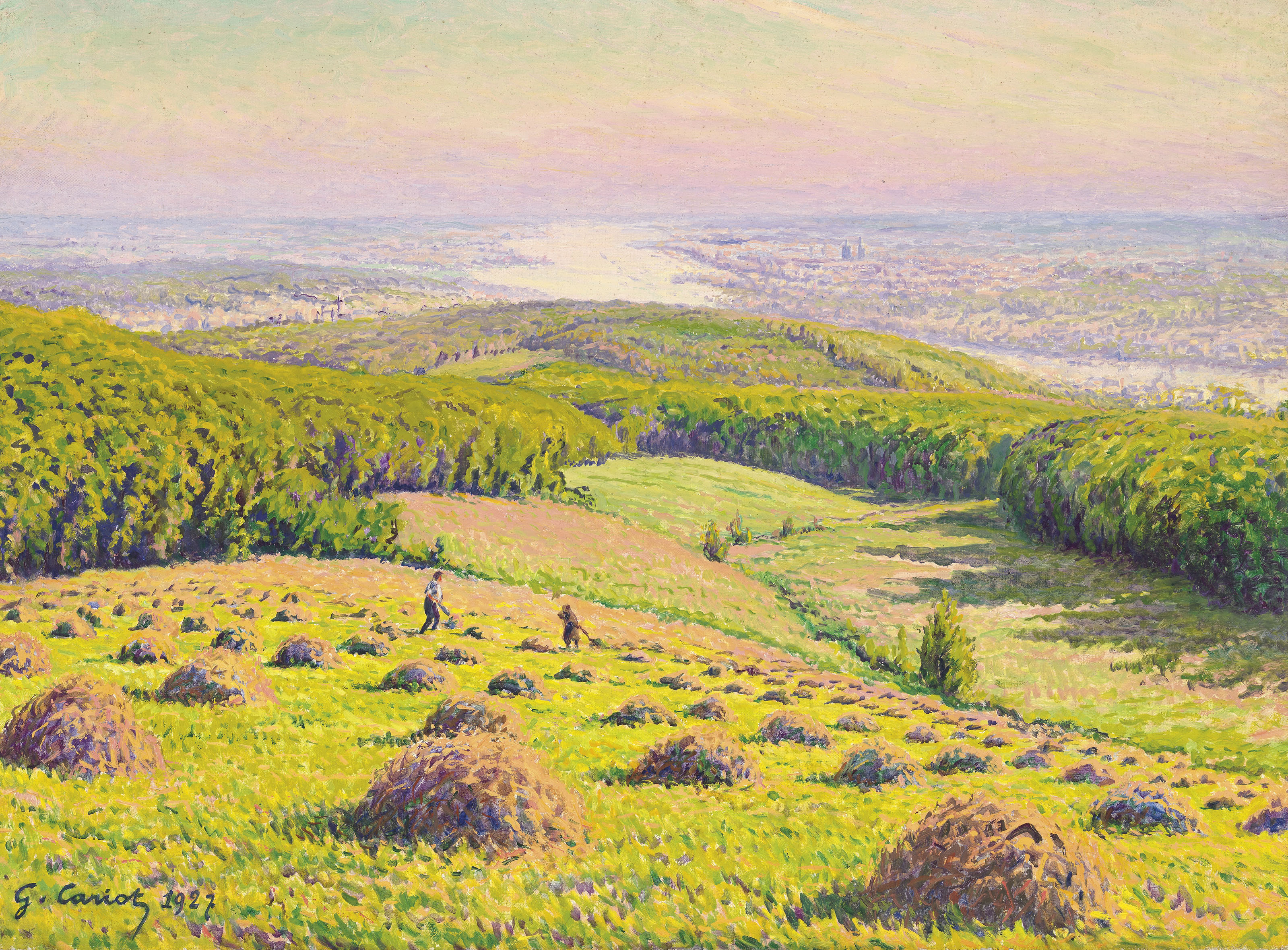
La vallée, 1927

Cariot wuchs als Sohn eines Sattlers im Pariser Marais auf. Neben seiner Ausbildung im väterlichen Betrieb zeichnete er Szenen seiner Stadt und ihrer Umgebung. Als Autodidakt reifte er zu einem gefeierten post-impressionistischen Maler heran.
Seine pointillistischen Landschaften und Pariser Stadtlandschaften erzielten Erfolge und wurden in Ausstellungen der Société des Artistes Indépendants, der Société nationale des beaux-arts sowie des Salon d’Automne und des Salon d’hiver gezeigt. 1909 stellte Cariot mit La Société Moderne aus, einer Gruppe, die vom Maler Emmanuel de La Villéon (1858–1944) gegründet und häufig in den Galéries Durand-Ruel in Paris ausgestellt wurde. Nach dem Ersten Weltkrieg verbrachte Cariot einige Zeit in Deutschland.